# Jüdischer Friedhof Schwetzingen

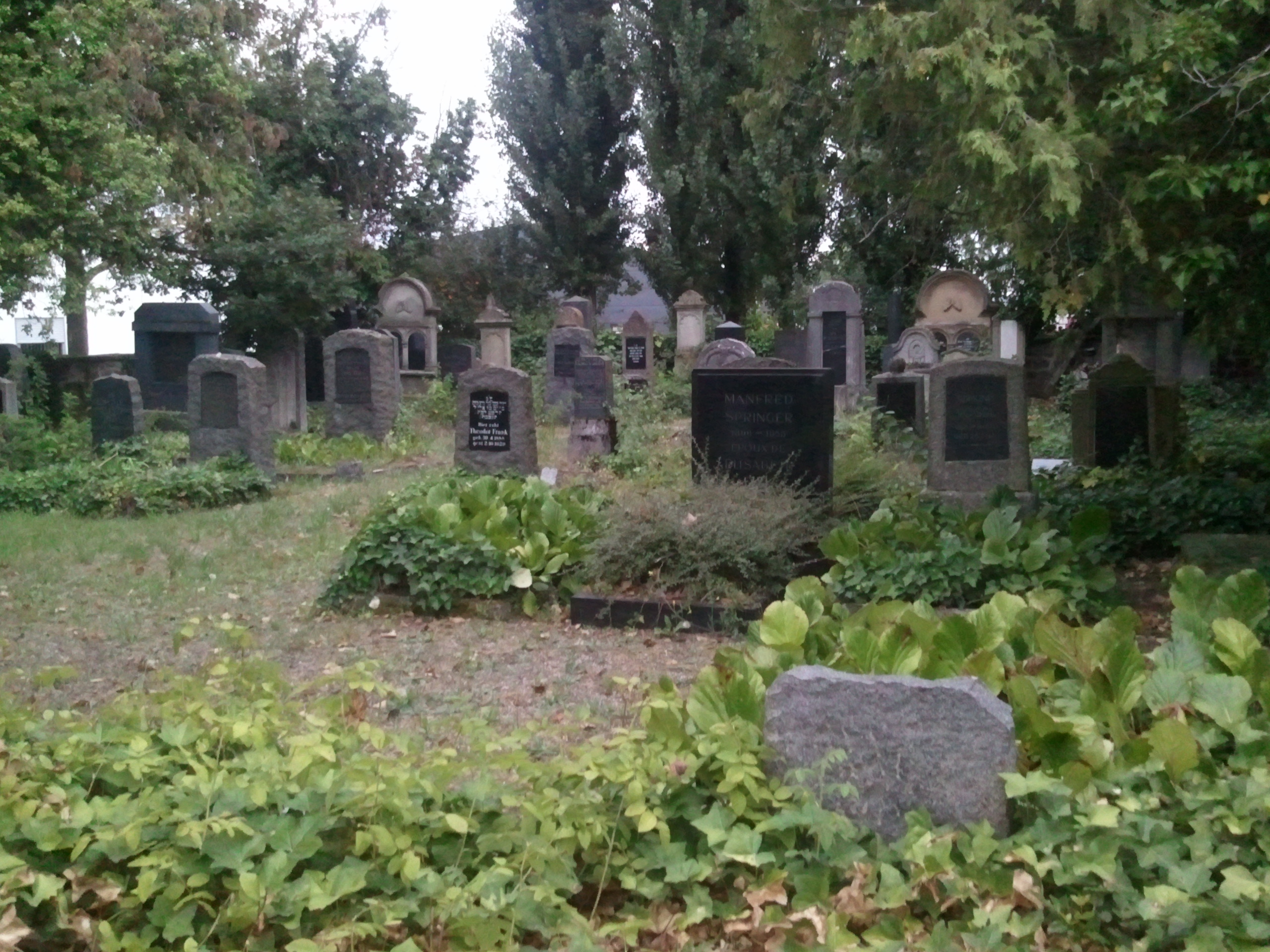
Jüdischer Friedhof in Schwetzingen

Der Jüdische Friedhof Schwetzingen ist ein jüdischer Friedhof in Schwetzingen, einer Stadt im Rhein-Neckar-Kreis im nördlichen Baden-Württemberg. 
Die Toten der jüdischen Gemeinde Schwetzingen wurden zunächst auf dem Verbandsfriedhof, dem jüdischen Friedhof Wiesloch, beigesetzt. 1893 wurde ein eigener Friedhof errichtet, der an der nordwestlichen Ecke des städtischen Friedhofs liegt. Der jüdische Friedhof hat eine  Fläche von 5,11 Ar und heute sind noch 58 Grabsteine vorhanden. Die erste Bestattung fand 1893 und die letzte 1955 statt.